# كأس هولندا 2004–05
كأس هولندا 2004–05 (بالهولندية: KNVB beker 2004/05)‏ هو الموسم 87 من كأس هولندا. أشرف على تنظيمه الاتحاد الملكي الهولندي لكرة القدم، وكان عدد الأندية المشاركة فيه 85، وفاز فيه نادي آيندهوفن.